# 邸店
邸店是唐朝和宋朝時寄存貨物、提供住宿和商人之間進行貿易談判的地方。邸店在東晉和南朝時就已出現。隋朝和唐朝時進一步普及。在唐朝時的大都市，市场周圍均開設有數百處邸店。